# 感染防止衣
感染防止衣（かんせんぼうしい）とは救急事故やその他の災害活動時において、感染防止のため着用する衣服である。

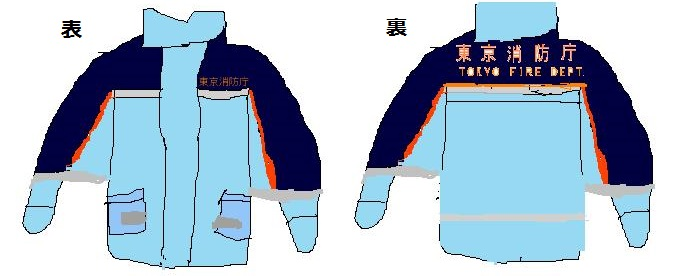
東京消防庁の感染防止衣のイラスト

## 概要
消防において、感染予防というものが重要視されてきたのはここ最近の話である。東京消防庁では、以前は白色のコート様な服を着て活動していたが、感染予防の観点から不織布のディスポーザブル（使い捨て）感染防止衣へと変更された。最近では、GORE CROSSTECHなどを使用しコクサッキーウイルスやバルボウイルスなどのウイルスを通過させない、丈夫で手入れが簡単なリユーザブル（再利用）感染防止衣が多く用いられてきている。

## 着用する機関とそれぞれの特色

### 消防機関
日本の消防では救急隊のほか、救急支援や救助活動時に救助隊(レスキュー隊)やポンプ隊等も着用する。基本的には資器材扱いの場合が多いが、救急隊はほぼ被服といえる。
水色が一般的だが救助隊(レスキュー)用にオレンジ色の物を取り入れる消防本部もある。
東京消防庁では部隊によってデザインが違う上に救急隊とポンプ隊は洗濯して再利用できる新型のナイロン素材タイプだが、特別救助隊と消防救助機動部隊（ハイパーレスキュー）は動きやすい不織布製の使い捨てタイプと使い分けている（ただし、消防救助機動部隊の救急救命士は救急隊と同様）。

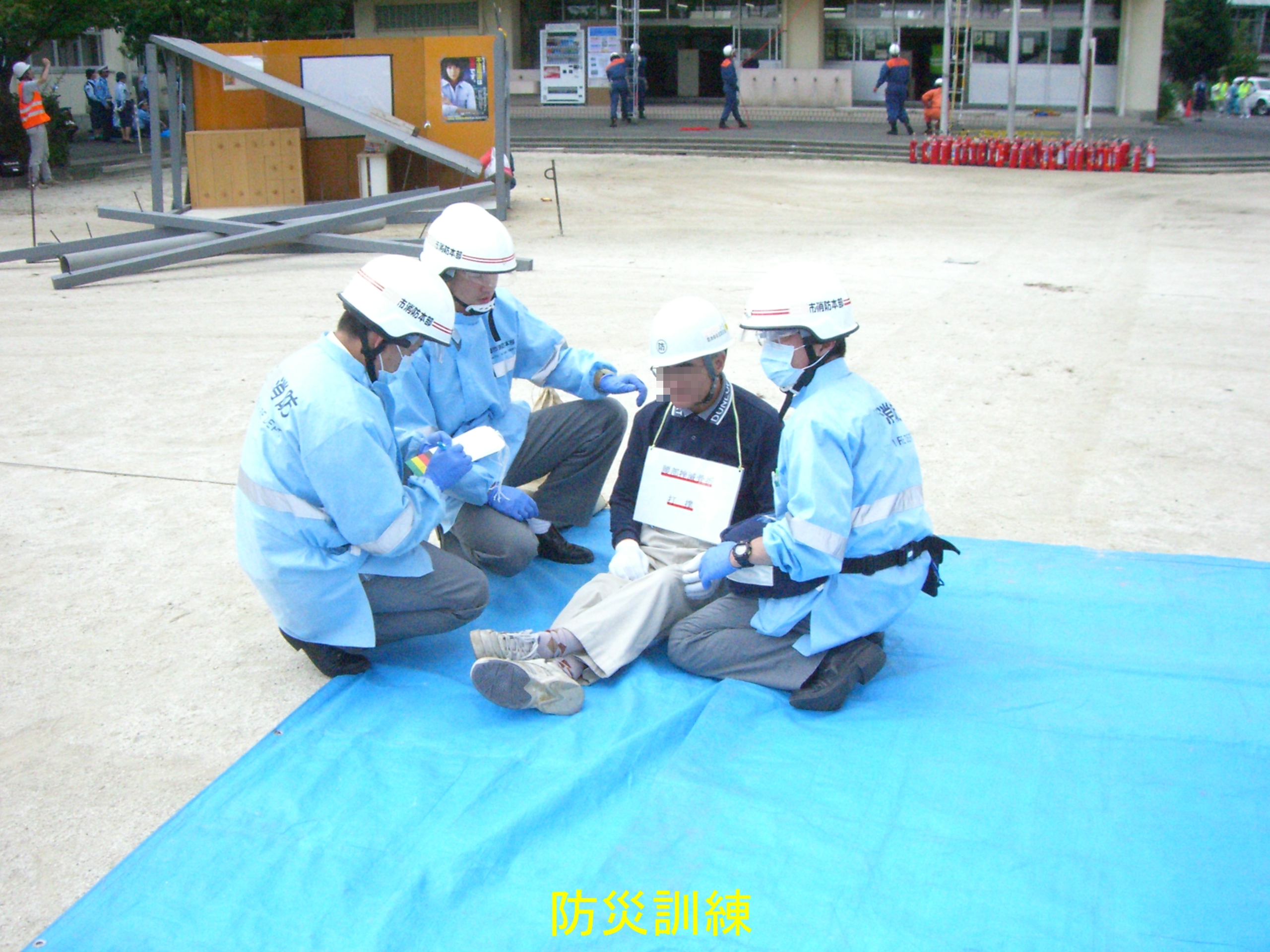
感染防止衣を着用してトリアージ訓練を行う救急隊員 （2007年9月2日撮影）

### 海上保安庁
海上保安庁でも特殊救難隊や機動救難士が海上での救助活動や救急搬送を担っているために着用している。

### 医療機関
各機関により違うがドクターカー出動等でスタッフが着用している場合がある。

## 着用基準
感染症や出血など感染の可能性がある患者に対してだけではなく、特に救急隊は常時着用している場合も多い。

## 使用後
不織布製等の使い捨てタイプが主流だったが、近年はナイロン製やゴアテックスで耐久性や防水機能に優れ、洗濯して数年使え再利用できるタイプがある。